# Neil Young (Album)
Neil Young ist das Debütalbum des kanadischen Rockmusikers Neil Young. Es erschien im November 1968 bei Reprise Records.

## Hintergrund
Nachdem sich Buffalo Springfield im Frühjahr 1968 getrennt hatten, bereitete sich Neil Young auf eine Solokarriere vor. Die Aufnahmen zu seinem Debüt fanden zwischen August und Oktober 1968 statt und führten zur Veröffentlichung des Albums im November. Die Plattenfirma unterzog die Tonaufnahmen dem damaligen Haeco-CSG Verfahren, das Kompatibilitätsprobleme zwischen Stereo- und Monotechnik verhindern sollte. Young war mit dem Ergebnis unzufrieden, so dass nach der Veröffentlichung des Albums eine erneute Abmischung erfolgte.
Auf der Rückseite enthält das Schallplattencover so genannte Sleeve Notes des Künstlers. Das gemalte Bild auf dem Cover wurde von Roland Diehl gestaltet. Es nahm bei der Erstausgabe die gesamte Vorderseite ein, während bei späteren Pressungen des Albums im oberen Viertel der Namenszug Neil Young eingefügt wurde.

## Titelliste
Sofern nicht anders vermerkt, wurden alle Lieder von Neil Young geschrieben.
Seite 1
1. The Emperor of Wyoming – 2:14
2. The Loner – 3:55
3. If I Could Have Her Tonight – 2:15
4. I've Been Waiting for You – 2:30
5. The Old Laughing Lady – 5:58

Seite 2
1. String Quartet from Whiskey Boot Hill – 1:04 (Jack Nitzsche)
2. Here We Are in the Years – 3:27
3. What Did You Do to My Life? – 2:28
4. I've Loved Her So Long – 2:40
5. The Last Trip to Tulsa – 9:25

Die Lieder The Old Laughing Lady, String Quartet from Whiskey Boot Hill und I've Loved Her So Long wurden von Jack Nitzsche, Ry Cooder und Neil Young produziert und arrangiert.

## Charterfolg
Bei seiner Veröffentlichung war Neil Young ein Flop – und es blieb das einzige Neil-Young-Album ohne Charterfolg.Zitat Die Single The Loner verfehlte die Billboard Hot 100.

## Besetzung
- Neil Young: Gesang, Gitarre, Klavier, Synthesizer, Cembalo, Orgel
- Ry Cooder: Gitarre
- Jack Nitzsche: elektronisches Piano
- Jim Messina, Carol Kaye: E-Bass
- George Grantham, Earl Palmer: Schlagzeug
- Merry Clayton, Brenda Holloway, Patrice Holloway, Gloria Richetta Jones, Sherlie Matthews, Gracia Nitzsche: Backing Vocals

## Rezeption
- Bei Allmusic schrieb William Ruhlmann, Young singe aufgrund seiner Unsicherheit über seine Stimme in einem ruhigen, hohen Tenorgesang. Auf The Loner seien schon die Gitarrenkrachklänge hörbar, die später Youngs Arbeit mit Crazy Horse charakterisieren sollten. In der Bewertung erhielt das Debütalbum dreieinhalb von fünf Sternen.[8]
- Im Rolling Stone schrieb Gary von Tersch, Neil Young könne leicht als eine Erweiterung von Youngs früherer Band Buffalo Springfield gesehen werden, quasi zu einem Album Buffalo Springfield Again. Sehr anschaulich sei Youngs Sinn für Melancholie.
- Auf der Musik-Webseite Pitchfork Media schrieb Mark Richardson, das Album sei dasjenige, das am wenigsten nach Young klinge. Der Künstler höre sich seltsam zögerlich an, als ob er nicht wüsste, wie seine Musik klingen soll. In der Bewertung bekam das Album 7,8 Punkte.[9]
- Navid Kermani erzählt in seinem Buch Das Buch der von Neil Young Getöteten von der beruhigenden Wirkung des Songs The Last Trip to Tulsa auf seine neugeborene Tochter.